# Lucio Postumio Albino (console 154 a.C.)
Lucio Postumio Albino  (in latino Lucius Postumius Albinus; ... – 154 a.C.) è stato un politico romano.

## Biografia
Fu eletto edile nel 161 a.C. e presenziò ai Ludi Megalesi, quando Terenzio presentò per la prima volta L'eunuco.
Fu eletto console nel 154 a.C., ma morì sette giorni dopo, quando si accingeva a raggiungere la sua provincia. Si disse che la moglie lo avesse avvelenato.